# Al Ain Desert Foxes
I Al Ain Desert Foxes sono una squadra di football americano di Al-'Ayn, negli Emirati Arabi Uniti. Hanno vinto il titolo nazionale nel 2016-2017.

## Dettaglio stagioni

### Tornei nazionali

#### Campionato

##### EAFL
| Stagione | regular season | regular season | regular season | regular season | regular season | regular season | playoff | playoff | playoff | playoff | playoff | playoff     | playoff            |
|          | Vin            | Par            | Per            | Tot            | PF             | PS             | Vin     | Per     | Tot     | PF      | PS      | risultato   | avversaria         |
| -------- | -------------- | -------------- | -------------- | -------------- | -------------- | -------------- | ------- | ------- | ------- | ------- | ------- | ----------- | ------------------ |
| 2012-13  | 1              | 0              | 5              | 6              | 62             | 132            | 0       | 1       | 1       | 14      | 15      | Semifinale  | Abu Dhabi Wildcats |
| 2013-14  | 0              | 0              | 6              | 6              | 15             | 129            | 0       | 1       | 1       | 7       | 47      | Semifinale  | Dubai Stallions    |
| 2014-15  | 0              | 0              | 7              | 7              | 18             | 194            | 0       | 1       | 1       | 6       | 20      | Semifinale  | Dubai Barracudas   |
| 2015-16  | 0              | 0              | 6              | 6              | 6              | 163            | 0       | 1       | 1       | 0       | 33      | Semifinale  | Dubai Barracudas   |
| 2016-17  | 3              | 0              | 3              | 6              | 58             | 46             | 2       | 0       | 2       | 46      | 12      | Campioni    | Abu Dhabi Wildcats |
| 2017-18  | 3              | 1              | 1              | 5              | 43             | 25             | 0       | 1       | 1       | 6       | 13      | Semifinale  | Abu Dhabi Wildcats |
| 2018-19  | 5              | 0              | 3              | 8              | 118            | 82             | 1       | 1       | 2       | 7       | 12      | Desert Bowl | Dubai Stallions    |
| Totale   | 12             | 1              | 31             | 44             | 320            | 771            | 4       | 6       | 10      | 86      | 152     |             |                    |

Fonti: Enciclopedia del Football - A cura di Roberto Mezzetti

### Riepilogo fasi finali disputate
| Anno             | Luogo | Evento | Fase del torneo | Incontro                                 | Risultato |
| 8 marzo 2013     |       | EAFL   | Semifinale      | Abu Dhabi Wildcats - Al Ain Desert Foxes | 15 - 14   |
| 28 febbraio 2014 |       | EAFL   | Semifinale      | Dubai Stallions - Al Ain Desert Foxes    | 47 - 7    |
| 27 febbraio 2015 |       | EAFL   | Semifinale      | Dubai Barracudas - Al Ain Desert Foxes   | 20 - 6    |
| 4 marzo 2016     |       | EAFL   | Semifinale      | Dubai Barracudas - Al Ain Desert Foxes   | 33 - 0    |
| 17 marzo 2017    |       | EAFL   | Desert Bowl     | Abu Dhabi Wildcats - Al Ain Desert Foxes | 12 - 18   |
| 9 marzo 2018     |       | EAFL   | Semifinale      | Al Ain Desert Foxes - Abu Dhabi Wildcats | 6 - 13    |
| 22 marzo 2019    |       | EAFL   | Desert Bowl     | Dubai Stallions - Al Ain Desert Foxes    | 12 - 6    |

## Palmarès
- 1 EAFL (2016-2017)